# Tomaž Pirih
Tomaž Pirih (ur. 12 czerwca 1981 w Jesenicach) – słoweński wioślarz, reprezentant Słowenii w wioślarskiej czwórce bez sternika podczas Letnich Igrzysk Olimpijskich w Pekinie.

## Osiągnięcia
- Igrzyska Olimpijskie – Ateny 2004 – czwórka bez sternika – 9. miejsce[1].
- Mistrzostwa Świata – Eton 2006 – czwórka bez sternika – 5. miejsce[1].
- Mistrzostwa Świata – Monachium 2007 – czwórka bez sternika – 5. miejsce[1].
- Mistrzostwa Europy – Poznań 2007 – czwórka bez sternika – 6. miejsce[2].
- Igrzyska Olimpijskie – Pekin 2008 – czwórka bez sternika – 4. miejsce[1].
- Mistrzostwa Świata – Poznań 2009 – czwórka bez sternika – 3. miejsce[2].